# Josef Šebánek
Josef Šebánek (22. července 1915 Podskalí u Voltýřova – 13. března 1977 Praha) byl český filmový herec, který se proslavil především rolí dědy Homolky v trilogii režiséra Jaroslava Papouška.
Původně pracoval ve svém rodišti jako vorař, lesní dělník, později jako automechanik v ČKD, řidič nákladního automobilu, soustružník a také autojeřábník v podniku Konstruktiva. Pro český film ho objevil kameraman Miroslav Ondříček, který se znal s jeho rodinou. Jednalo se o jednoho z nejpopulárnějších českých filmových „naturščiků“ z období Nové vlny – přirozených (ne)herců bez hereckého vzdělání a praxe, objevených až ve zralém věku (dalšími byli např. Jan Vostrčil, Josef Kolb nebo Milada Ježková). Nejprve hrál v několika filmech Miloše Formana, posléze se stal hvězdou filmové trilogie o rodině Homolkových režiséra Jaroslava Papouška, kde ztvárnil dědu Homolku.
Zahrál si celkem v devíti filmech, pak se i přes pokračující nabídky na role stáhl ze zdravotních důvodů do ústraní.

## Filmografie
- 1965 Lásky jedné plavovlásky
- 1967 Hoří, má panenko
- 1968 Nejkrásnější věk
- 1969 Ecce homo Homolka
- 1970 Hogo fogo Homolka
- 1970 Návštěvy
- 1972 Homolka a tobolka
- 1972 Návraty
- 1973 Maturita za školou